# Ley de Malus

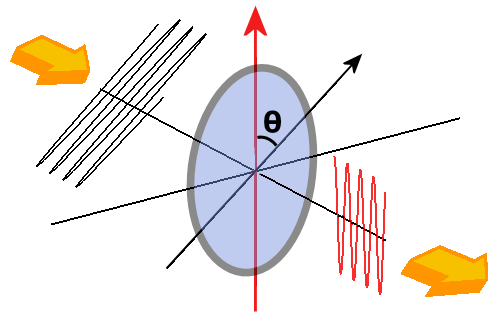
Ilustración de la ley de Malus: el eje rojo del polarizador forma con el eje negro polarización de la onda incidente, un ángulo. La onda resorte polarizada sigue la misma dirección que el eje del polarizador, y atenuada.

La ley de Malus, indica que la intensidad de un rayo de luz polarizado linealmente, que atraviesa un analizador perfecto y de eje óptico vertical equivale a:
{\displaystyle I=I_{0}\cos ^{2}\theta _{i}}

## Etimología
Llamada así en honor al físico francés Étienne-Louis Malus quien trabajó en la intensidad de la luz y la descubrió en 1809.

## Simbología
| Símbolo                     | Nombre                                                                          |
| --------------------------- | ------------------------------------------------------------------------------- |
| {\displaystyle E}           | Campo eléctrico resultante                                                      |
| {\displaystyle E_{0}}       | Campo eléctrico inicial                                                         |
|                             | Intensidad                                                                      |
| {\displaystyle A}           | Absorción óptica                                                                |
| {\displaystyle I}           | Intensidad resultante                                                           |
| {\displaystyle I_{0}}       | Intensidad inicial                                                              |
| {\displaystyle I_{M}}       | Intensidad máxima transmitida                                                   |
| {\displaystyle I_{m}}       | Intensidad mínima transmitida                                                   |
| {\displaystyle P}           | Grado de polarización                                                           |
| {\displaystyle \rho _{P}}   | Relación de extinción                                                           |
| {\displaystyle \theta _{i}} | Ángulo entre el eje del analizador y el eje de polarización de la luz incidente |

## Descripción
|              | 1                                                   | 2                                                   | 2                                             |
| ------------ | --------------------------------------------------- | --------------------------------------------------- | --------------------------------------------- |
| Ecuaciones   | {\displaystyle E=E_{0}\ \cos \theta _{i}}           | {\displaystyle I\propto E^{2}}                      | {\displaystyle I\propto E^{2}}                |
| Sustituyendo | {\displaystyle I=(E_{0})^{2}\ \cos ^{2}\theta _{i}} | {\displaystyle I=(E_{0})^{2}\ \cos ^{2}\theta _{i}} |                                               |
| Sustituyendo | {\displaystyle I=I_{0}\ \cos ^{2}\theta _{i}}       | {\displaystyle I=I_{0}\ \cos ^{2}\theta _{i}}       | {\displaystyle I=I_{0}\ \cos ^{2}\theta _{i}} |

{\displaystyle I=I_{0}\cos ^{2}\theta _{i}}
Cuando el polarizador cuenta con una absorción óptica {\displaystyle A}, la ley de Malus se puede modificar como:
{\displaystyle I=I_{0}\cos ^{2}\theta _{i}+A}
Sin embargo, también se puede demostrar algebraicamente que esta relación se puede rescribir como:
{\displaystyle I=I_{M}\ \cos ^{2}\theta _{i}+\rho _{P}\ I_{M}\ \sin ^{2}\theta _{i}}
tal que;
{\displaystyle \rho _{P}={\frac {1-P}{1+P}}={\frac {I_{m}}{I_{M}}}}
{\displaystyle P={\frac {I_{M}-I_{m}}{I_{M}+I_{m}}}}
Esta última relación es más física en términos de la cantidad de luz que atraviesa por el polarizador.
Esta ley es importante para la caracterización de sensores ópticos y polarizadores lineales. Por ejemplo, los polarizadores orgánicos que se emplean como filtros de cámara y en el cine 3D se usan polarizadores orgánicos dicroicos, estos materiales pasan por pruebas de control mediante la Ley de Malus, pues se busca que transmitan la mayor cantidad de luz y con el mayor contraste posible.